# Fouronnes
Fouronnes ist eine französische Gemeinde mit 182 Einwohnern (Stand: 1. Januar 2022) im Département Yonne in der Region Bourgogne-Franche-Comté (bis 2015: Burgund). Die Gemeinde gehört zum Arrondissement Auxerre und zum Kanton Vincelles (bis 2015 Kanton Courson-les-Carrières). Die Bewohner nennen sich Fouronnais.

## Geografie
Fouronnes liegt im Süden der Landschaft Puisaye, etwa 20 Kilometer südlich von Auxerre. Umgeben wird Fouronnes von den Nachbargemeinden Charentenay im Norden, Fontenay-sous-Fouronnes im Osten, Mailly-le-Château im Süden und Südosten sowie Courson-les-Carrières im Westen.

## Bevölkerungsentwicklung
| Jahr                      | 1962 | 1968 | 1975 | 1982 | 1990 | 1999 | 2006 | 2013 |
| Einwohner                 | 199  | 183  | 161  | 140  | 130  | 131  | 147  | 156  |
| Quelle: Cassini und INSEE |      |      |      |      |      |      |      |      |

## Sehenswürdigkeiten

Kirche

- Kirche